# The Queers

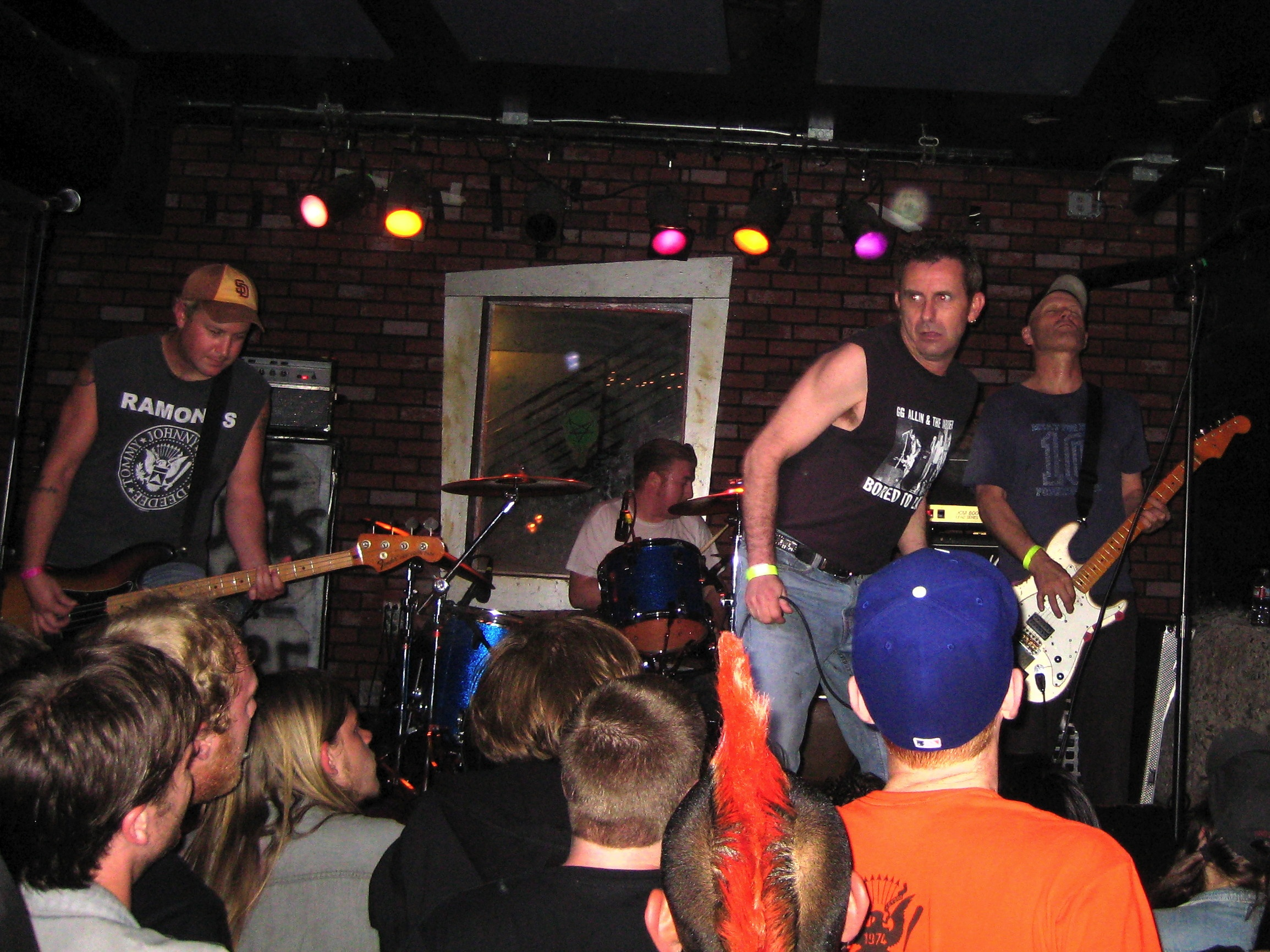
The Queers

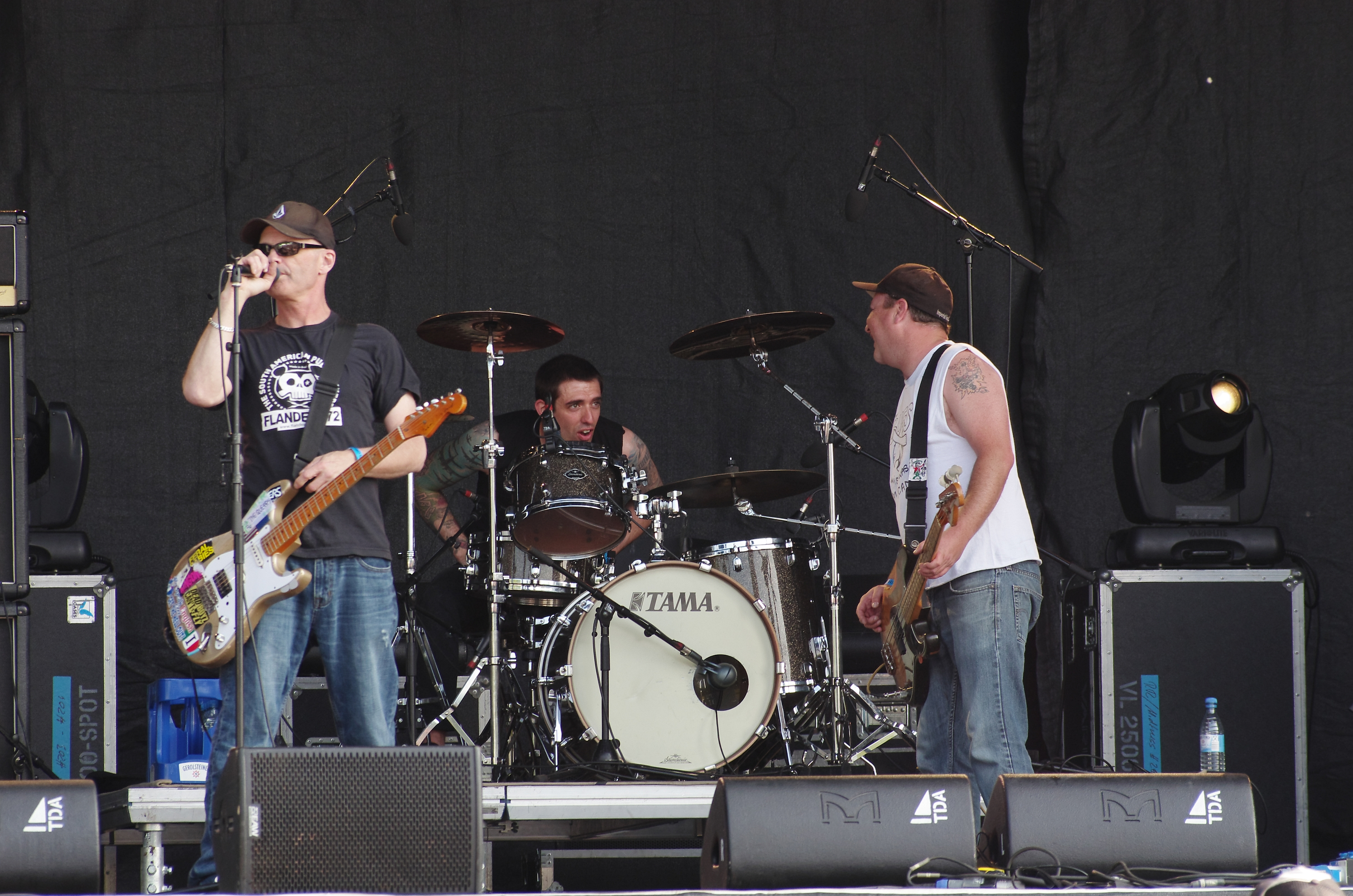
The Queers beim Ruhrpott Rodeo 2013 in Hünxe in der Besetzung Joe Queer, Dangerous Dave, Lurch Nobody

The Queers sind eine Punkband aus Portsmouth im US-Bundesstaat New Hampshire. Ihr Sound ist stark geprägt durch die Musik der Ramones, aber auch durch andere Einflüsse, wie zum Beispiel The Beach Boys.

## Geschichte
Gegründet wurde die Band 1982 von Joe Queer (damals noch unter dem Namen Joe King) an der Gitarre, Tulu am Bass und als Leadsinger und Wimpy am Schlagzeug. War am Anfang noch Tulu für das Songwriting und den Gesang verantwortlich, übernahm Joe dann recht schnell diese Aufgaben. In dieser Frühphase war die Musik der Band noch stärker durch die US-Hardcore-Legende Black Flag beeinflusst und deutlich ruppiger. Erst später sollte sich der melodischere, und durch Beach Boys Harmonien beeinflusste, für die Band heute typische Bubblegum-Punksound herausbilden. Die Band spielte einige Konzerte und veröffentlichte ein paar Songs auf diversen Compilations und zwei 7 inches (Love me, 1982 und Kick out the Webelos, 1984) in Eigenregie. Doch nicht zuletzt wegen diverser Besetzungswechsel, zeitweiligen Auflösungen und der Einstellung, die Band sei ein reines Partyding, sollte es bis 1990 dauern, bis sie ihr erstes Album Grow Up auf dem kleinen englischen Label Shakin Street Records herausbrachten. Es erschien in einer 1000er Auflage und das Label machte kurz darauf Pleite. (Das Album wurde 1994 von Lookout Records wieder veröffentlicht.) Durch den Einfluss von Ben Weasel, Sänger der Punkband Screeching Weasel und Kolumnist des amerikanischen Kult-Fanzines Maximum Rock’n’Roll, bekamen The Queers einen Vertrag bei Lookout Records. Dort veröffentlichten sie im April 1993 das Album Love songs for the retarded in der Besetzung Joe Queer, B-Face (Bass), den sie auf einem Konzert von Social Distortion kennengelernt hatten, und Hugh O’Neill (Schlagzeug). Für die Produktion zeichnete Ben Weasel verantwortlich. Es folgten die Alben Beat off (1994), Move back home (1995) und der herausragende Klassiker Don’t back down (1996). Im Januar 1999 verstarb der langjährige Schlagzeuger Hugh O’Neil an einem Gehirntumor und B-Face verließ kurz darauf ebenfalls die Band, er spielte danach unter anderem bei den Groovie Ghoulies. Joe Queer ist seitdem die einzige Konstante im Queers-Line Up.
Die Band wechselte von Lookout zu Hopeless und dort erschienen die Alben Punkrock Confidential (1999), Beyond the valley of the assfuckers (2001) und Live in West Hollywood (2002).

2004 erschien das, bis heute letzte richtige Studioalbum Pleasant Screams, wieder bei Lookout. Zusammen mit The Manges brachten sie die Split-CD Acid Beaters heraus, auf dem die Queers allerdings nur Coversongs spielen.
Das aktuelle Line-up besteht neben Joe aus Phillip Hill (Bass), ehemals Teen Idols, und Lurch Nobody (Schlagzeug).

## Stil
The Queers werden häufig als Ramones-Epigonen bezeichnet, was durchaus auch nicht ganz falsch ist. Doch haben sie im Laufe der Zeit, nicht zuletzt durch die prägnante Stimme von Joe Queer und dessen Gespür für simple, aber bestechende Melodien, einen für sich selbst stehenden Sound gefunden.
Ihre, auch in ihrer Musik sich widerspiegelnde, Verehrung für die Ramones zeigte sich dadurch, dass sie deren drittes Album Rocket to Russia in voller Länge coverten und auf Tonträger herausbrachten (1994, Selfless Records).
Die Texte decken vorwiegend den Themenbereich girls, beer, party and surfing (auch wenn Joe Queer, nach eigenen Angaben, erstmals auf einem Surfbrett stand und sich dabei vor Fans der Band heftig blamierte) ab.

## Name
Joe Queer äußerte sich folgendermaßen zur Namensgebung der Band:
„We specifically named our band The Queers to piss off the pathetic local art community which sneered down at us. We knew everyone would hate ‚The Queers‘ 'cause it was such a cool name. Even the local jerks would remember it.“
Zu Vorwürfen, die Band sei sexistisch und homophob, entgegnete er:
„Fuck the P.C. bullshit. Having a song called ‚I want cunt‘ doesn't mean we're sexist, homophobic, racist assholes. The Queers are about having fun – like The Ramones, Angry Samones, and all good punk music is about having fun. As I said, we have a great audience, and we have full confidence that our fans know the difference between obviously tongue-in-cheek satrical punk songs (‚I want cunt‘, ‚Gay boy‘) and a skinhead, white power band singing wistfully about beating up ‚fags‘.“

## Nebenprojekte
Joe Queer hat mit den beiden anderen Gründungsmitgliedern Tulu und Wimpy die Band The drunken cholos gegründet und 2001 das Album Livin la vida loco bei Hopeless veröffentlicht.

## Diskografie
LPs
- Grow up (Shakin Street) (1990)
- Love songs for the retarded (Lookout) (1993)
- Beat Off (Lookout) (1994)
- Rocket to Russia (Selfless) (1994)
- Suck This – live (Clearview) (1994) – Einseitig bespielte LP recorded at the Jam Room
- Move back home (Lookout) (1995)
- A day late and a dollar short (Lookout) (1996) – Compilation der frühen EPs und Demoaufnahmen der Band
- Don’t back down (Lookout) (1996)
- Punkrock Confidential (Hopeless) (1999)
- Beyond the valley of the assfuckers (Hopeless) (2000)
- Live in West Hollywood (Hopeless) (2001)
- Pleasant screams (Lookout) (2002)
- Summer hits No. 1 (Doheny Records) (2004) – Neuaufnahme alter Queers Hits
- Weekend at Bernie’s – live (2006)
- Munki Brain (2007)
- Back to the basement (Asian Man) (2010)